# Klaus Wunderlich
Klaus Wunderlich, född 18 juni 1931 i Chemnitz, död 28 oktober 1997 i Engen, var en tysk organist. År 1951 flydde han från DDR och började turnera som musiker.
Wunderlich spelade instrumental musik på elorgel (Hammondorgel och Wersiorgel) som huvudinstrument men använde även Moog-synthesizrar. Han gav ut cirka 120 album.
Wunderlich gjorde många easy listening-tolkningar av musik från hela världen.